# Francesco Costa
Francesco Costa (Gênes, 1672 - 1740) est un peintre italien de la période baroque tardive, qui fut actif principalement à Gênes.

## Biographie
Francesco Costa fut l'élève du peintre Gregorio de Ferrari à Gênes et de Antonio Maria Haffner. Il a peint souvent avec Giovanni Battista Revello (il Mustacchi). Il peignit principalement des ornements et de la quadratura.

## Œuvres
- Le Viol d'Europe, Galerie des offices ;
- Fresques, Palazzo Grilli, Pegli.